# 1862 у театрі
1862 рік у театрі — стаття про події з світу театру у 1862 році

## Події

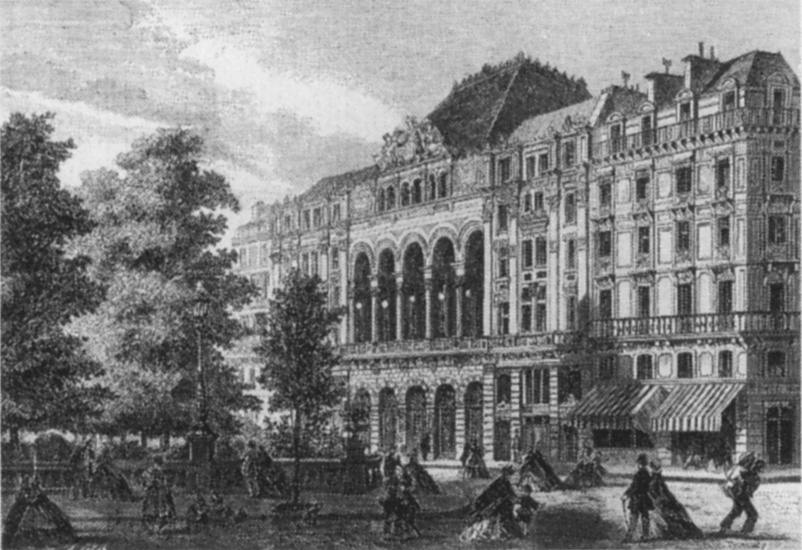
Новий на, 1862.

- Повне скасування монополії на привілейовані театри у Франції.
- в Олександрії на замовлення грецької комуни італійським архітектором Пьетро Авоскани[en] побудований перший театр на Африканському континенті.
- У Парижі йде османізація: практично повністю зноситься театральний район бульвару дю Тампль, в тому числі — Театр де ла Гете[en], «Фолі-Драматік[fr]» та «Фюнамбюль[en]». Натомість на площі Шатле будуються два нових театри, побудовані за проектом Габріеля Давіу[en]: Імператорський цирк та «Театр-Лірик», куди переїжджає Імператорский Театр-Лірик[en] (в 1871 році ця будівля згоріла). «Фолі-Драматік[fr]» переїжджає на Рю де Бонді.
- 20 квітня — оперою Белліні «Пуритани» в Барселоні відкривається відреконструйований після пожежі 1861 року театр «Лісеу».
- 17 травня — оперою Доніцетті «Лючія ді Ламмермур» у Флоренції відкривається «Театро Коммунале».
- 3 вересня — театр Театр де ла Гете[fr], вимушений переїхати з бульвару дю Тампль на вулицю Папен, дає першу виставу в новом здании[en] .
- 1 жовтня — в Тулоні оперою Галеві «Мушкетери королеви[fr]» відкривається Тулонська опера[en] (архітектор Леон Фьошер[fr]).
- 18 листопада — в Празі прем'єрою драми Вітезслава Галека «Король Вукашин» відкрився Тимчасовий театр[en] (зачинений у 1883 році).
- У Берні (Швейцарія) відкрився театр «Театральне товариство».
- Створюються перші три трупи китайського музичного театру Гуйцзюй.
- Створено театр в місті Вікторія (Канада).
- Створено вірменський театр в Тифлісі.
- Закрився Новий театр Лори Кін в Нью-Йорку.
- У Нью-Йорку зноситься Чатем-театр[en].

## Прем'єри
- 18 (30) року — на сцені петербурзького Большого театру відбулася прем'єра балету Маріуса Петіпа «Дочка фараона» (Аспіччія — Кароліна Розаті, лорд Вільсон / Таор — Маріус Петіпа, цією партією закінчив свою сценічну кар'єру.
- 30 січня — прем'єра комедії І. С. Тургенєва «Нахлібник» (трупа Малого театру, в бенефіс Михайла Щепкіна); 7 лютого — на сцені Олександрійського театру, в бенефіс Ф. А. Снєткової.
- 9 серпня — прем'єра комічної опери Гектора Берліоза «Беатриче і Бенедикт[en]» за комедією Шекспіра «Багато галасу з нічого» в Міському театрі Баден-Бадена.
- 24 вересня — перша повна постановка п'єси «Маскарад»  Михайла Лермонтова (Малий театр; в ролі Арбеніна — І. В. Самарін).
- 27 вересня — на російській сцені вперше поставлено трагедія Вільяма Шекспіра «Макбет» (Айра Олдрідж з акторами Малого театру на сцені Великого театру, переклад А. І. Кронеберга; Макбет — А. Олдрідж, леді Макбет — Н. В. Рикалова). П'єса була заборонена до постановки до 1860 року.
- 10 листопада — в Маріїнському театрі вперше поставлена опера Джузеппе Верді «Сила долі».
- «Вихованка» А. Н. Островського в Петербурзькому купецькому клубі (на користь сім'ї актора А. Е. Мартинова) і в Петербурзькому театрі Товариства любителів сценічного мистецтва (на користь Літературного фонду). Заборонена до постановки п'єса гралася за особливим дозволом (заборона була знята в 1863 рік).
- перша постановка п'єси Юліуша Словацького «Марія Стюарт[pl]» (1830), Львів
- «Дитина» Петра Боборикіна в Олександрійському і Малому театрах.
- «Протокол» бразильського драматурга Ж. М. Машаду д'Асіса.
- «Сігурд Злий» Б. Б'єрнсона.
- трагедія «Даніель Хьюрт» Й. Ю. Векселля.
- драма «Гнучка совість» Г. Герарді в Театрі Ніколіні, Флоренція
- «Син Жібуайе» Е. Ожьє у «Комеді Франсез»
- «Мостова» Жорж Санд в Театрі «Жімназ»
- «Бентекодзо» М. Каватаке, Токіо
- «Марія Стюарт» у віденському Бурґтеатрі
- «Аташе посольства» Анрі Мельяка і Людовика Галеві в паризькому театрі «Водевіль».
- «Три вдови» М. А. Сегура в Театрі «Прінсіпаль», Ліма.
- «Син Жібуадье» Е. Ожьє

## Діячі театру

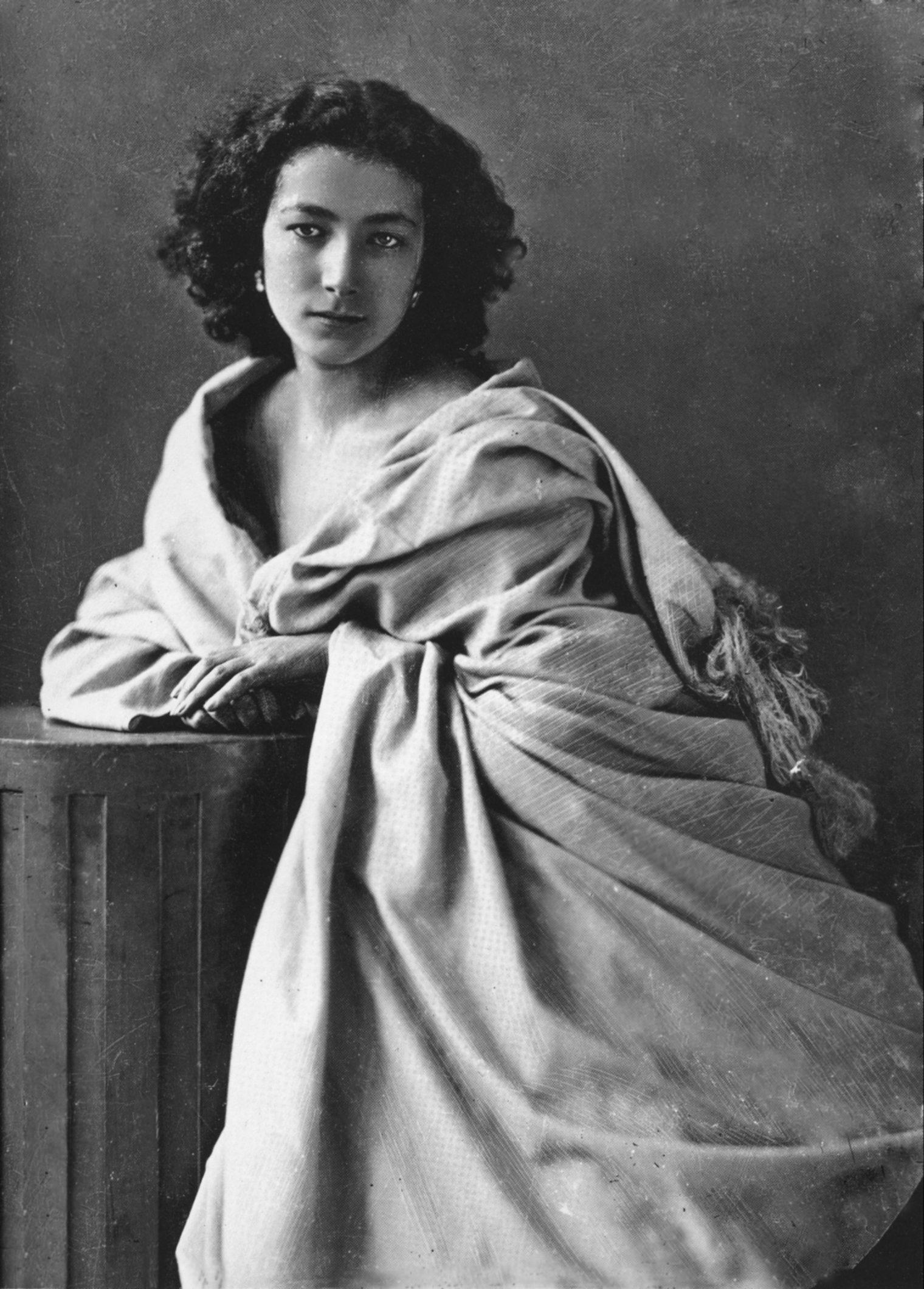
Сара Бернар

- Олександр Борха призначений директором Імператорських театрів.
- Маріус Петіпа закінчив свою виконавську кар'єру.
- Сара Бернар дебютувала в " Комеді Франсез " в трагедії Жана Расіна " Іфігенія ".
- У листопаді через нещасний випадок на репетиції " Німий з Портічі " обірвалася кар'єра Емми Ліврі, яка померла вісім місяців потому.

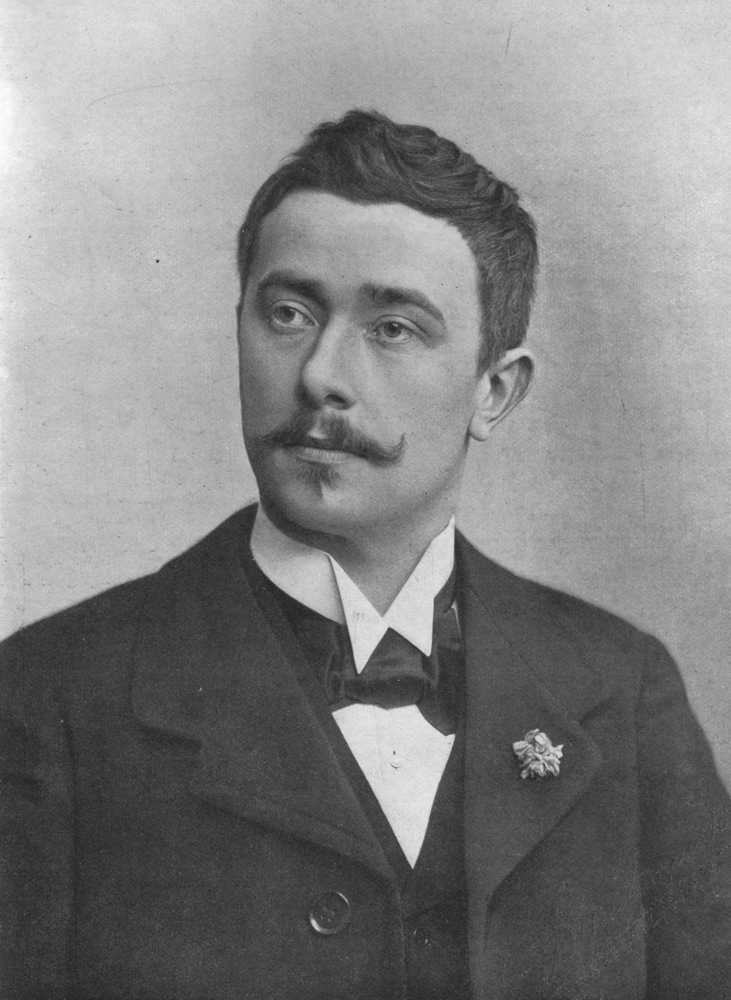
Моріс Метерлінк

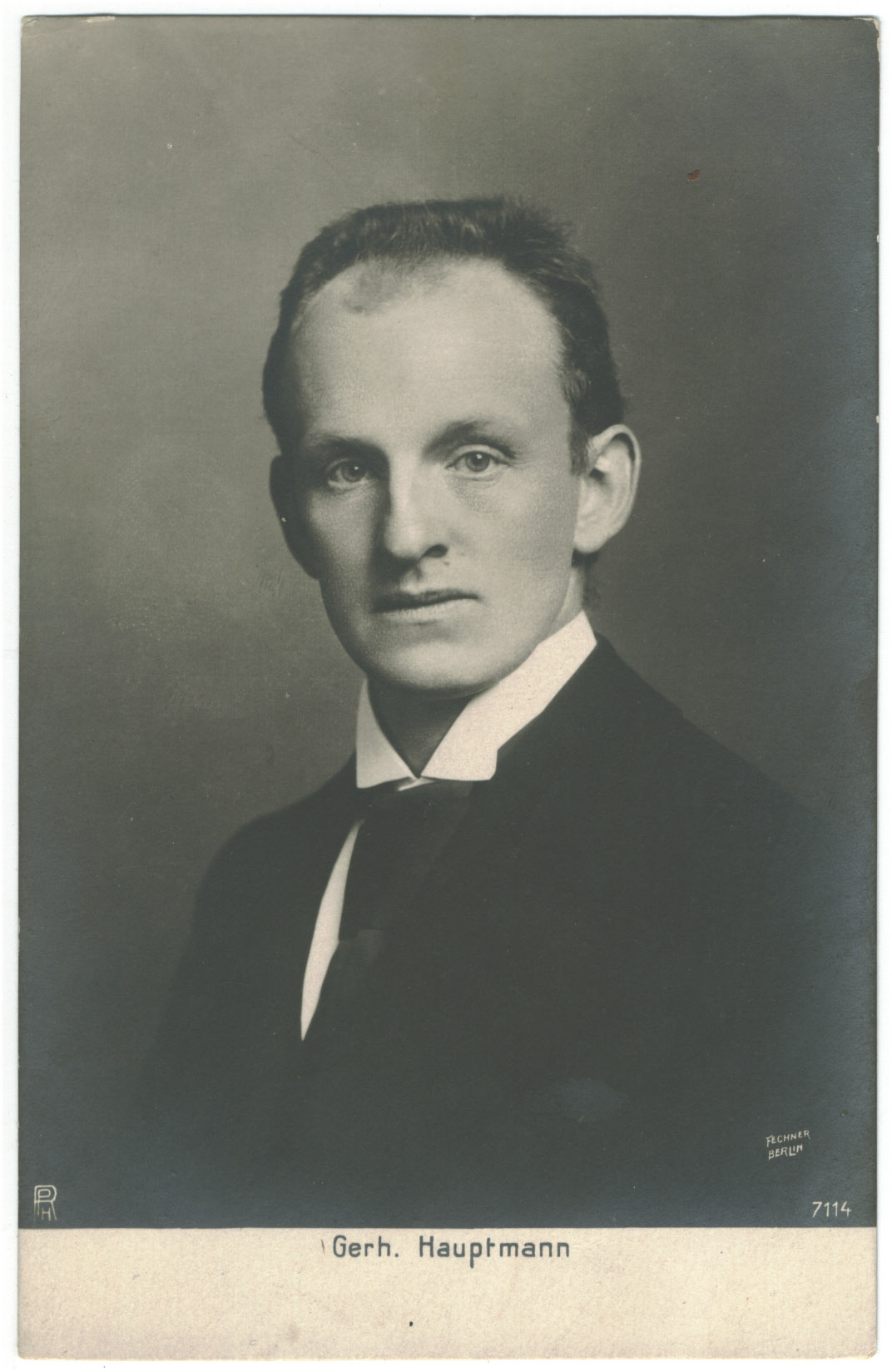
Герхарт Гауптман

### Народилися
- 21 січня — грузинський театральний діяч Валіко Гуніа
- 17 лютого — американський драматург Ленгдон Мітчелл
- 22 лютого — німецька акторка Луїза Дюмон
- 27 березня — аргентинський композитор Артуро Берутті
- 28 березня — шведський драматург Тур Хедберг
- 19 квітня — фінський письменник і драматург Теуво Паккала
- 27 квітня — німецький актор Рудольф Шильдкраут
- 13 травня — вірменський драматург Седрак Тараян
- 15 травня — російський театральний художник Петро Ламбін
- 15 травня — австрійський драматург Артур Шницлер
- 22 травня — вірменський актор і режисер Погос Араксян
- 4 (16) июня 1862 — російський радянський актор Юрій Корвін-Круковський
- 21 червня — німецький письменник і драматург Йоганнес Шлаф
- 7 липня — іспанська акторка Фернандо Діас де Мендоса
- 10 липня — бельгійський письменник і драматург Анрі Мобел
- 11 (23) июля 1862 — грузинська акторка Ефем Месхі
- 15 серпня — вірменська акторка Вардуі
- 29 серпня — бельгійський драматург Моріс Метерлінк
- 1 вересня — швейцарський теоретик театру Адольф Аппіа
- 22 вересня — російський театрознавець Іван Іванов
- 11 жовтня — англійська театральний діяч Дж. Т. Грейн
- 28 жовтня — український актор Степан Янович
- 1 листопада — американський актор Едгар Девенпорт
- 6 листопада — італійський драматург і критик Марко Прага
- 10 листопада — німецький режисер і театрознавець Ейген Кіліан
- 11 листопада — французький актор П'єр Бокаж
- 12 листопада — румунський режисер Олександру Давіла
- 15 листопада — німецький письменник і драматург Герхарт Гауптман
- 16 листопада — французький театральний діяч Жак Руше
- 30 листопада — словенська акторка Вела Нігрінова
- 8 грудня — французький драматург Жорж Фейдо
- 14 (26) декабря 1862 — російський письменник, драматург і критик Олександр Амфітеатров
- російський антрепренер і актор Петро Струйський
- перуанський поет і драматург Карлос Херман Амесага
- угорська акторка Емілія Маркуш
- російський актор Яків Тинський

### Померли
- 7 лютого — мексиканський письменник і драматург Франсиско Мартінес де ла Роса
- 15 лютого — російська акторка Пелагея Титівна Рикалова (до шлюбу Пожарська; народилася 1779)
- 24 лютого — данський письменник і драматург Бернхард Северин Інгеман
- 25 травня — американський актор Джон Дрю
- 25 травня — австрійський драматург і актор Йоганн Нестрой
- 16 (28) мая 1862 — російський поет і драматург Лев Мей
- 5 (17) июня 1862 — російський актор Сергій Васильєв
- 15 вересня — польський поет, перекладач і драматург Лю
- 5 (17) ноября 1862 — російський композитор Олексій Верстовський
- російська акторка Марія Мочалова (у шлюбі Франціева; рід. 1799).

## Театральна література
- Мемуари Едуарда Генаста «З щоденника старого актора» (1862—1866)
- 31 грудня — опублікована «Комедія любові[en]» Генріка Ібсена (поставлена в Хрістіанінському театрі в 1878)
- «Замок сердець[fr]», п'єса Гюстава Флобера (опублікована у 1880 році)
- «Гріх та біда на кого не живе» А. Н. Островського (поставлена в 1863 рік)
- «Вартан Маміконян», історична трагедія вірменського драматурга Акопа Кареняна
- «Ромео і Джульєтти» У. Шекспіра в перекладі Н. П. Грекова